# Aeschnosoma
Genre
Aeschnosoma est un genre d'insectes de la famille des Corduliidae appartenant au sous-ordre des anisoptères dans l'ordre des odonates. Il comprend neuf espèces.

## Espèces du genre
- Aeschnosoma auripennis Geijskes, 1970
- Aeschnosoma elegans Selys, 1871
- Aeschnosoma forcipula Hagen & Selys, 1871
- Aeschnosoma hamadae Fleck & Neiss, 2012
- Aeschnosoma heliophila Fleck, 2012
- Aeschnosoma louissiriusi Fleck, 2012
- Aeschnosoma marizae Santos, 1981
- Aeschnosoma pseudoforcipula Fleck, De Marmels & Hamaga, 2012
- Aeschnosoma rustica Hagen in Selys, 2871